# Дружба (Давлекановський район)
Дружба (рос. Дружба, башк. Дуҫлыҡ) — село у складі Давлекановського району Башкортостану, Росія. Входить до складу Поляковської сільської ради.
Населення — 305 осіб (2010; 314 в 2002).
Національний склад:
- башкири — 51 %
- татари — 30 %